# 90125
90125 ist ein Musikalbum der britischen Progressive-Rock-Band Yes aus dem Jahr 1983. Der Titel 90125 rührt (wie auch beim Spliff-Album 85555 aus dem Jahr 1982) von der Nummer des Albums im Katalog der Plattenfirma ATCO her. Mit dem insgesamt fünfzehnten Album veröffentlichten Yes ihre elfte und bisher erfolgreichste Studioarbeit.

## Entstehung
Yes löste sich 1981 nach der Drama-Tour auf, lediglich Chris Squire und Alan White arbeiteten noch zusammen. Sie versuchten, zu verschiedenen Kollegen Kontakte zu knüpfen, darunter Jimmy Page und Robert Plant von Led Zeppelin. Sie trafen sich unter dem Namen „XYZ“ (eX-Yes-&-Zeppelin) im April 1981 in Squires Studio und probierten einige Ideen aus, doch Plant hielt das Material für zu verkopft und entschloss sich, XYZ nicht beizutreten. Das kurzlebige Projekt fiel daraufhin schnell auseinander. Einige der XYZ-Ideen sind als Bootleg oder auf Alben von The Firm und Yes veröffentlicht worden.
Squire and White nahmen danach eine Weihnachtssingle namens Run With the Fox auf, die angeblich ebenfalls auf einer XYZ-Melodie beruht (Dezember 1981).
Unabhängig davon gab es seit 1980 mehrere Anläufe zu einer Supergroup um Trevor Rabin, einen südafrikanischen Gitarristen, der vor dem Apartheidregime in seiner Heimat nach Großbritannien geflohen war. Mögliche Lineups beinhalteten Rick Wakeman, John Wetton, Carl Palmer und Rabin oder Keith Emerson, Jack Bruce und Rabin. Er wurde zudem 1981 als Keyboarder für Foreigner in Betracht gezogen und eine Zeit lang sogar als fünfter Mann in der Band Asia gehandelt. Rabin entschied sich jedoch 1982 für ein Angebot der ehemaligen Yes-Rhythmusgruppe: Chris Squire war auf ein paar Demo-Bänder des Gitarristen gestoßen. Obwohl die ersten Sessions (man spielte zunächst XYZ-Material) laut Aussage aller Beteiligten musikalisch eher ein Desaster waren, verstanden sich alle derart gut, dass man beschloss, die Zusammenarbeit weiterzuführen.
Rabin, Squire und White, die von Atlantic-Records-Chef Ahmet Ertegün dazu gedrängt wurden, ein kommerzielles Album zu schreiben, wollten mit dem Keyboarder Eddie Jobson, vorher bei UK und Jethro Tull, eigentlich eine neue Band namens Cinema gründen. Doch Jobson, der mitten in den Aufnahmen zu seinem Album Zinc – The Green Album steckte, musste absagen. Er wurde daraufhin durch Tony Kaye, ein ehemaliges Yes-Mitglied, das Squire zufällig auf einer Party wiedergetroffen hatte, ersetzt. Den Gesang teilten sich zunächst Rabin und Squire.
Auf Drängen von Phil Carson, damals Chef von Atlantic Records in Großbritannien, spielte Squire die Demos der neuen Band dem ehemaligen Yes-Sänger Jon Anderson vor. Dieser hatte sich 1979/1980 mit den damaligen Yes-Mitgliedern und dem Manager der Band, Brian Lane, über seine angeblich zu hohen Ausgaben zerstritten. Dennoch zeigte er nun Interesse an dem neuen, jetzt ausschließlich aus Rabins Ideen für ein eigentlich geplantes Soloalbum bestehenden und mittlerweile sehr weit gediehenen Song-Material (das Eis zum Schmelzen brachte das Demo von Hearts). Anderson arbeitete daraufhin drei Wochen lang an kleinen Veränderungen der Texte und sang seine Passagen ein. Die Erkenntnis Squires und Andersons, dass es die neue Band leichter habe, wenn sie den bereits weltweit bekannten Namen „Yes“ trage, sowie der Druck der Plattenfirma, der Band und dem Sänger/Gitarristen Rabin einen reinen Sänger/Frontmann (Anderson) zur Seite zu stellen, scheint der Grund dafür zu sein, dass man das Projekt umbenannte. Als Kaye, der seine alte Aversion gegenüber technisch fortgeschrittenen Keyboards nie abgelegt hatte und mit Produzent Trevor Horn persönlich nicht gut zurechtkam, die Band kurz vor der Fertigstellung des Albums verlassen musste, übernahmen zunächst Rabin und Horn die Tastenarbeit, dann gelang ein erneuter Versuch, Jobson ins Boot zu holen. Dieser war daraufhin für zwei Wochen Mitglied von Yes und ist im Video zu Owner of a Lonely Heart kurz zu sehen. Dann entstanden Probleme bezüglich der Verwendung des Namens „Yes“. Bis dato waren die Rechte an diesem Namen nicht eindeutig geregelt worden, und Atlantic befürchtete, dass man der Band die Verwendung untersagen könnte – eine entsprechende Initiative hätte sowohl von Steve Howe, damals Gitarrist bei Asia, und Rick Wakeman ausgehen können. Aus diesem Grund holte man Kaye zurück, um so viele ehemalige Yes-Mitglieder wie möglich in der neuen Band zu haben (darunter mit Kaye allein drei Gründungsmitglieder). Den Vorschlag, sich die Keyboardarbeit mit Kaye zu teilen, lehnte Jobson angesichts der wenig anspruchsvollen Parts ab, er verließ die Band darauf endgültig. Die Keyboards auf dem Album wurden allerdings weder von Kaye noch von Jobson gespielt: Tatsächlich bediente Trevor Rabin nahezu sämtliche Tasteninstrumente.
Um namensrechtliche Probleme in Zukunft zu vermeiden, schlossen alle aktuellen und ehemaligen Mitglieder von Yes am 22. Mai 1984 einen Vertrag, der besagte, dass nur die damals verbleibenden Yes-Musiker das Recht hätten, den Namen und das Bandlogo zu verwenden und dass ein ausgestiegenes Mitglied nach Ablauf einer bestimmten Frist seine Mitgliedschaft nicht mehr erwähnen dürfe (etwa um den Werbeeffekt, den dies sicherlich bis heute hat, auszunutzen). Endgültig gelöst war das Problem der Namensrechte damit jedoch nicht.
Die Umbenennung von Cinema in Yes geschah nicht eben zur Freude Rabins, dem der Gedanke, von den alten Yes-Fans als Ersatz für Steve Howe angesehen und für den Stilwechsel der Band verantwortlich gemacht zu werden, unangenehm war. Als dann genau dies auch geschah, entstanden erste Reibungen in der Band, vor allem zwischen Rabin und Anderson, der nach 90125 einen traditionelleren Weg einschlagen wollte. Rabin setzte sich jedoch auf Dauer mit seinem Pop-Rock-orientierten Stil durch. Tatsächlich war jedoch nicht Rabin der Grund für den Stilwechsel, sondern die Abkehr vom kollektiven Komponieren, das den Stil von Yes in den siebziger Jahren geprägt hatte. Erste Auswirkungen einer solchen Abkehr hatten sich bereits auf dem Album Tormato (1978) und auf dessen Vorgänger Going for the One (1977, vgl. Chris Squires Parallels) angedeutet.

## Cinema Sessions
Die Geschichte der Cinema- (oder 90125-) Sessions ist bis heute nicht annähernd so gut aufgearbeitet wie etwa die der Paris Sessions von 1979. Sicher ist, dass Trevor Rabin zum Zeitpunkt seiner Begegnung mit Alan White und Chris Squire mindestens 24 Songs in unterschiedlichen Entwicklungsstadien in Form von Demos bereithielt. Über welches Material Squire und White zu diesem Zeitpunkt verfügten, ist unklar. Es ist jedoch zu vermuten, dass sie weiterhin an dem im Rahmen des XYZ-Projekts gespielten Material arbeiteten. Von den bis heute bekannt gewordenen XYZ-Ideen ist jedoch nichts auf 90125 verwendet worden. Stattdessen sind viele der Rabin-Demos auf dem Album gelandet. Die folgende Liste enthält diese Demos, soweit möglich mit alternativen Titeln und, wo vorhanden, späteren Veröffentlichungen. Zu der folgenden Liste einige Anmerkungen:
- Einige Songs sind nicht eindeutig zu identifizieren, da sie unter verschiedenen Namen auf Bootlegs veröffentlicht wurden. Wo diese Namen sehr ähnlich sind (z. B. Lonely girl / Lonely girls), ist eine Identifizierung möglich, alle anderen Fälle sind mit Fragezeichen markiert.
- Unter Cinema sessions, 1982 sind weitere Songs verzeichnet, die angeblich von Rabin, Squire, White (und Kaye?) eingespielt wurden. Ob das stimmt und ob einige dieser Songs mit (darüber hinaus evtl. anders betitelten) Rabin-Demos identisch sind, kann nicht mit Sicherheit festgestellt werden.

Trevor Rabin demos, 1982:
- Baby I’m easy (evtl. auch unter dem Titel Love Doesn’t Come Easy?)
- Cinema (Demo später auf Trevor Rabins Album 90124, daneben auch als Teil des Longtracks Time gespielt)
- Fools (Teile, die sich ähnlich auch in Tonight’s our night finden, wurden später zu der Heavy-Passage von Hearts auf 90125 verarbeitet)
- Girl it ain’t easy (auch als It Ain’t Easy Living Without You)
- Harmony (auch als Marmony)
- Hold on (Der Refrain von Hold on wurde zusammen mit einer Passage aus Tonight’s our night und der Strophe und dem Solopart von Moving in zu Hold on auf 90125, Demo später auf Trevor Rabins Album 90124)
- (Let Me Hear Your) Heartbeat
- I’m with you (Eine Passage aus dem Gitarrensolo des Demos wurde später für Make it easy, veröffentlicht auf YesYears und der Rhino-Edition von 90125, verwendet)
- It’s enough (evtl. auch unter dem Titel Is It Love??)
- It’s Over (veröffentlicht auf der Rhino-Edition von 90125)
- Lonely girl(s)
- Love Keeps Coming Around
- Make it easy (auch als Instrumental sowie als Teil des Longtracks Time. In einer anderen Version veröffentlicht auf YesYears und der Rhino-Edition von 90125)
- Moving in (die Strophe und der Solopart wurden zusammen mit dem Refrain von Hold on und einer Passage aus Tonight’s our night zu Hold on auf 90125, Demo später auf Trevor Rabins Album 90124)
- Moving with the times
- Promenade (Mussorgski-Arrangement, evtl., so Rabin, erst für Big Generator. Demo später auf Trevor Rabins Album 90124)
- Slow dancer
- Owner of a lonely heart (Demo später auf Trevor Rabins Album 90124)
- Tonight’s our night (neben Moving in und Hold on ein Ausgangspunkt für Hold on auf 90125, ähnliche Teile in Fools wurden später zu der Heavy-Passage von Hearts auf 90125 verarbeitet)
- Turn it on (auch unter dem Titel Turn It Up Girl)
- Waiting By The Telephone
- Who were you with last night?
- Would you (feel my Love) (auch als Would you feel und Can you feel my Love?) (Demo später auf Trevor Rabins Album 90124 veröffentlicht)
- You know something I don’t know

Cinema sessions, 1982:
- Jamming #2
- Untitled (bereits als Telephone Secrets, Telephone Spies oder Unknown Song #2 im Rahmen der XYZ-Sessions gespielt, auf der bei Rhino erschienenen Ausgabe von Drama als Song No. 4 (Satellite) veröffentlicht)
- Changes (Demo später auf Trevor Rabins Album 90124)
- Don’t you know
- It can happen (veröffentlicht als It can happen auf YesYears und als It Can Happen (Cinema Version) auf der Rhino-Edition von 90125)
- Open your door
- Red Light, Green Light
- Time (ein circa 20-minütiges Epos, das mit einer Kombination der späteren Cinema und Make it Easy begann, aber nie zu Ende komponiert wurde.)

Der Longtrack ‚Time‘
Nur etwa die Hälfte aller Demos, die Rabin zu den Cinema-Sessions mitbrachte, landeten auf dem fertigen Album. Nur wenige andere wurden später auf offiziellen Alben veröffentlicht (auf YesYears, auf der expanded edition von 90125 (Rhino Records, 2004), die unter den sechs Bonustracks drei Demos aus der Zeit der Cinema-Sessions enthält, sowie fünf weitere Demos auf Rabins Album 90124).
Yes-Fans spekulieren vor allem über ein Stück namens Time, ein 20-minütiges Epos, das wohl die Verbindung in die 70er Jahre hergestellt und den Übergang zum neuen Stil der Band weniger abrupt gemacht hätte. Time entstand während der Studiosessions, wurde aber nie zu Ende komponiert, und den Beteuerungen der Bandmitglieder zufolge existieren auch keine Aufnahmen. Dennoch kann zumindest der Anfang rekonstruiert werden: Das Stück begann mit dem Instrumentalteil, der heute als Cinema auf 90125 zu hören ist. Daran schloss sich direkt ein erster Songteil an, der später unter dem Titel Make it easy zuerst auf YesYears veröffentlicht wurde. Eine Version von Cinema auf 90124 dokumentiert diesen Übergang. Sie wird nach 4:13 ausgeblendet, was als Hinweis auf das Vorhandensein weiteren Materials gewertet werden kann.

## Covergestaltung
Der Titel des Albums entspricht seiner (damaligen) LP- und CD-Katalognummer (bis kurz vor der Veröffentlichung die Katalognummer endgültig feststand, lautete der geplante Name 90104. Bassist Chris Squire wehrte sich vehement, aber erfolglos gegen die Umbenennung). 90125 erschien auf ATCO, einer Tochter von Atlantic Records, ein Label, das deutlich besser zu der Mainstreamversion von Yes passte.

Das Cover, das diese neue Schlichtheit aufgreift, wurde von Garry Mouat von Assorted Images gestaltet. Nur ein neues, einfacheres Yes-Logo und der Schriftzug zieren es und markieren den Stilwechsel, der mit diesem Album eingetreten ist. Auf das bekannte geschwungene Yes-Logo hat man verzichtet – außerdem hat Steve Howe Teile der Rechte an diesem Logo inne, der die Band jedoch verlassen hatte. Die Rückseite ist ebenso schlicht gehalten.
Die Platteninnenhülle wurde dagegen vergleichsweise aufwändig gestaltet. Sie enthält die Songtexte und einige Albuminformationen.

## Rückschau
Nach drei Jahren Pause stellte 90125 eine Art Wiedergeburt für Yes dar. Der Progressive Rock der 70er Jahre war längst unzeitgemäß geworden und mit der neuen, stromlinienförmigen Musik, die der Musik von Bands wie Foreigner, Journey oder den Genesis der 80er Jahre deutlich näher stand als Tales from Topographic Oceans oder Relayer, konnte die Band eine neue Generation von Fans gewinnen. Dafür war vor allem der Erfolg der ersten Singleauskoppelung, Owner of a Lonely Heart, verantwortlich. Das Stück wurde am 21. Januar 1984 der erste und bis heute einzige Nummer-eins-Hit der Band in den USA (in Großbritannien erreichte der Song nur Platz 28). Das Album kam in die Top 5 und ist mit 3 Millionen verkauften Einheiten bis heute das kommerziell erfolgreichste der Band. Zudem gewann das Instrumentalstück Cinema 1984 den Grammy Award in der Kategorie Best Rock Instrumental Performance.
Der Streit unter Yes-Anhängern um den Stilwechsel und die Rolle Rabins hält bis heute an. Letztlich wird man das Album nur dann richtig in die Bandgeschichte einordnen und gerecht beurteilen können, wenn man es als ein Cinema-Album ansieht, das erst im letzten Moment den Namen Yes bekommen hat. Rabin selbst hat mehrfach geäußert, dass er völlig anders komponiert hätte, wenn er gewusst hätte, dass er an einem Yes-Album arbeitete. Weitere Gründe für den neuen Stil der Band sind in der Produktion des ehemaligen Yes-Mitglieds Trevor Horn (der anfangs kurzzeitig als Sänger von Cinema im Gespräch war) sowie im Druck der Plattenfirma Atlantic Records und ihres Chefs Ahmet Ertegün zu suchen, die in Rabins Material vor allem kommerzielles Potenzial sahen und die Musiker zu einem Hitalbum drängten. Das Album bricht daher vollkommen mit dem Progressive Rock der vorangegangenen Yes-Werke.
2005 erreichte Max Grahams Remix von Owner of a Lonely Heart Platz 9 in den britischen Singlecharts.
1983 war die CD (wie auch die bespielte Compact Cassette) noch ein unbedeutender Datenträger. Das große Presswerk von WEA in Alsdorf hatte zu dieser Zeit noch keine eigene CD-Produktion. Daher übernahm der Konkurrent Polygram in Hannover vorläufig die Produktion der CD. 90125 war damit die erste Yes-CD (Preis damals circa 60 DM). Die Polygram-CD verkaufte sich nicht sehr oft und ist daher heute ein relativ seltenes Sammlerstück.

## Titelliste
1. Owner of a Lonely Heart (Rabin/Anderson/Squire/Horn) – 4:30
2. Hold On (Rabin/Anderson/Squire) – 5:17
3. It Can Happen (Squire/Anderson/Rabin) – 5:29
4. Changes (Rabin/Anderson/White) – 6:19
5. Cinema (Squire/Rabin/White/Kaye) – 2:06
6. Leave It (Squire/Rabin/Horn) – 4:14
7. Our Song (Anderson/Squire/Rabin/White) – 4:18
8. City of Love (Rabin/Anderson) – 4:52
9. Hearts (Anderson/Squire/Rabin/White/Kaye) – 7:35

Anmerkungen
- Bei der Produktion von Leave It passierte ein Fehler: Die Zeitreferenzspur der Stimmen auf den analogen Bändern wurde irrtümlich nach Fertigstellung des Songs gelöscht. Für die Single Leave It musste also erneut gesungen werden, was dazu führte, dass heute auch eine A-cappella-Version existiert.

Das Album wurde im Jahr 2004 von Rhino Records remastert und wiederveröffentlicht. Diese Auflage enthält die folgenden 6 Bonustracks:
1. Leave It (Single Remix) (Squire/Rabin/Horn) – 3:56
2. Make It Easy (Rabin) – 6:12 (bereits vorher auf YesYears veröffentlicht)
3. It Can Happen (Cinema Version) (Squire/Anderson/Rabin) – 6:05 (bereits vorher auf YesYears veröffentlicht)
4. It’s Over (Rabin) – 5:41 (vorher unveröffentlicht)
5. Owner of a Lonely Heart (Extended Remix) (Rabin/Anderson/Squire/Horn) – 7:05 (vorher unveröffentlicht)
6. Leave It (A Cappella Version) (Squire/Rabin/Horn) – 3:18

Anmerkungen
- Die Tracks 10, 11, 12 und 15 waren bereits vorher veröffentlicht worden. Tracks 11 und 12 stammen von den Cinema-Sessions, Track 13 ist eines der Rabin-Demos von 1982. Weitere Teile der Cinema-Sessions wurden auf dem Trevor-Rabin-Album 90124 und auf YesYears veröffentlicht.

## Wichtige 12-Zoll-Versionen
- Owner of a lonely Heart, Our Song / Owner of a lonely Heart (Special Remix Dance Version)
- Leave It (Hello, Goodbye Mix) / Leave It (Re-Mix), Leave It (Acappella)
- It Can Happen (Edit) / It Can Happen (Live)

## Rezeption
Die britische Musikzeitschrift Classic Rock kürte 90125 im Juli 2010 zu einem der 50 Musikalben, die den Progressive Rock geprägt haben.

## Kommerzieller Erfolg

### Chartplatzierungen
| ChartsChartplatzierungen       | Höchstplatzierung | Wochen |
| ------------------------------ | ----------------- | ------ |
| Deutschland (GfK)              | 2 (25 Wo.)        | 25     |
| Österreich (Ö3)                | 9 (12 Wo.)        | 12     |
| Schweiz (IFPI)                 | 3 (22 Wo.)        | 22     |
| Vereinigte Staaten (Billboard) | 5 (53 Wo.)        | 53     |
| Vereinigtes Königreich (OCC)   | 16 (28 Wo.)       | 28     |

| ChartsJahrescharts (1984) | Platzierung |
| ------------------------- | ----------- |
| Deutschland (GfK)         | 20          |
| Schweiz (IFPI)            | 19          |

### Auszeichnungen für Musikverkäufe
| Land/Region                  | Auszeichnungen für Musikverkäufe (Land/Region, Auszeichnung, Verkäufe) | Verkäufe  |
| ---------------------------- | ---------------------------------------------------------------------- | --------- |
| Argentinien (CAPIF)          | Gold                                                                   | 30.000    |
| Deutschland (BVMI)           | Platin                                                                 | 500.000   |
| Frankreich (SNEP)            | Gold                                                                   | 100.000   |
| Kanada (MC)                  | 2× Platin                                                              | 200.000   |
| Niederlande (NVPI)           | Gold                                                                   | 50.000    |
| Österreich (IFPI)            | Gold                                                                   | 25.000    |
| Vereinigte Staaten (RIAA)    | 3× Platin                                                              | 3.000.000 |
| Vereinigtes Königreich (BPI) | Gold                                                                   | 100.000   |
| Insgesamt                    | 5× Gold · 6× Platin ·                                                  | 4.005.000 |